# Liste des orgues de Midi-Pyrénées classés dans la base Palissy des monuments historiques

## Méthodologie
Cette liste prend en compte les orgues de Midi-Pyrénées classés uniquement, au titre objet ou immeuble, que ce soit pour leur buffet ou leur partie instrumentale et répertoriés dans la base Palissy des Monuments historiques de France. La section Reprises recense les modifications les plus importantes. Dans certains cas le classement du buffet intègre également la tribune. À défaut de précision, le classement est réputé acquis au titre objet (cas le plus fréquent) mais les initiales I.D. signifient au titre Immeuble par Destination et I. au titre Immeuble.

## Liste

### Aveyron-Lot-Tarn-Tarn-et-Garonne
| Localisation                                                 | Construction | Reprises                                                             | Buffet                                                | Instrument           | Illustration |
| ------------------------------------------------------------ | --- | -------------------------------------------------------------------- | ----------------------------------------------------- | -------------------- | ------------ |
| Albi, cathédrale Ste Cécile                                  | Christophe Moucherel 1736, parfait J.E. Isnard 1747, modifié Joseph Isnard 1779, reconstruit Jean-Baptiste Puget 1904                          | Restauré Barthélémy Formentelli 1981                                 | Notice no PM81000396 au titre immeuble, liste de 1862 | Notice no PM81000026 |              |
| Albi, La Madeleine                                           | Eugène 1887,complété Jean-Baptiste Puget 1898, réharmonisé Maurice Puget 1945                                                                  | Réparé Paul Manuel1990, rest.Gérard Bancells2000                     | Notice no PM81000646                                  | Notice no PM81000646 |              |
| Albi, Saint-Joseph                                           | Thiébaut Maucourt 1869, pour jubé de la cathédrale; transfert Théodore Puget 1886                                                              |                                                                      |                                                       | Notice no PM81000061 |              |
| Albi, collégiale Saint-Salvi                                 | Christophe Moucherel 1736 réemploi ancien o. de la cathédrale en agrandissant le buffet & ajout d'un Positif dorsal                            | Reconstruction totale instrument Maurice Puget 1931                  | Notice no PM81000029                                  |                      |              |
| Beaumont-de-Lomagne, Notre-Dame                              | Jules Magen 1850, agrandi Victor & Paul-Georges Magen1886,réparé Milan Milic & Roger SIMON 1973                                                | Restauré 2002 Serge Gourgouillon & Jean-Pascal Villard               | Notice no PM82000358 inscrit                          | Notice no PM82000008 |              |
| Brens, Saint-Eugène                                          | Thiébaut Maucourt 1866 | Entretien G.Bancells depuis2004                                      |                                                       | Notice no PM81000650 |              |
| Cahors, cathédrale St Étienne                                | François Picard dit L'Épine 1714,refait 1863 Eugène & Édouard Stoltz, électrifié Léopold Trosseille1945                                        | Restauration Gérald Guillemin 1993                                   | Inscrit Notice no PM46001865                          | Notice no PM46000033 |              |
| Castelnau-Montratier, St Martin                              | Anonyme XIXe siècle |                                                                      | Notice no PM46000426                                  | Notice no PM46000425 | VIDEO        |
| Castelsarrasin, Saint-Sauveur                                | Reconstruit Paul Chazelle(Avallon)1864 dans buffet XVIIe siècle abbaye cistercienne de Belleperche                                             | Reconstruit Léopold & Yves Trosseille 1978                           | Notice no PM82000033                                  |                      |              |
| Cordes-sur-Ciel, Saint-Michel                                | Ancien o.de chœur de N.D.de Paris de Daublaine Callinet 1839, transféré 1842                                                                   | Restauré Jean Boyer 1973, Patrice Bellet 1991                        |                                                       | Notice no PM81000127 |              |
| Decazeville, Notre-Dame                                      | Aristide Cavaillé-Coll 1874 | Révisé Pascal Quoirin & Jean Boissonnade1990                         |                                                       | Notice no PM12000804 |              |
| Gaillac, abbatiale Saint-Michel                              | Joseph & Jean-Pierre Cavaillé 1755, restau. Dominique-Hyacinthe Cavaillé-Coll 1824, relevé Daublaine Callinet 1843                             | Restauré Jean-Loup Boisseau & Bertrand Cattiaux 1973                 |                                                       | Notice no PM81000153 |              |
| Gourdon, Saint-Pierre                                        | Edouard & Eugène Stoltz 1887 dans buffet 1780                                                                                                  | Restauré Pierre Vialle 1987                                          |                                                       | Notice no PM46000428 |              |
| Gramat, Saint Pierre                                         | Frédéric Jungk 1854 ancienne église, transfert St Pierre d'abord au sol 1913 puis sur tribune 1930                                             | Restauré, augmenté 2002 Lucien SIMON & Serge Gourgouillon            |                                                       | Notice no PM46000430 |              |
| Grézels, Saint-Hilaire                                       | Anonyme 1re moitié 19e,Grézels 1895 | Restauration Alain Leclère 1983                                      |                                                       | Notice no PM46000165 |              |
| Lavaur, ancienne cathédrale Saint-Alain                      | Jehan Torrian (Venise) 1523, souvent modifié au 18e, reconstruit Aristide Cavaillé-Coll 1876                                                   | Restaurations: Buffet Pierre Bellin 1985, orgue Michel Giroud 1994   | Notice no PM81000200                                  | Notice no PM81000199 |              |
| Lisle-sur-Tarn, N.D.de la Jonquière                          | Thiébaut Maucourt 1880, travaux Jean-Baptiste Puget 1920                                                                                       | Restauration Gérard Bancells 2002                                    |                                                       | Notice no PM81000227 |              |
| Moissac, Saint-Jacques                                       | Jules Magen entre 1870-80, intact | Église désaffectée, o. abandonné                                     |                                                       | Notice no PM82000115 |              |
| Moissac, abbatiale Saint-Pierre                              | Reconstruit Aristide Cavaillé-Coll1864 (quasi intact) dans buffet ancien, réparé Maurice Puget 1930                                            | Restauré Georges Danion M.L.G.O. 1989, Positif postiche              | G.O. Jean Dussaut 1665, Positif 18e                   | Notice no PM82000113 |              |
| Montauban, cathédrale Notre-Dame, tribune                    | Jean Haon (Hew) 1675 à St Jacques de Montauban, transféré, restauré & augmenté Jean-Pierre Cavaillé 1776, reconstruit Jean-Baptiste Puget 1917 | Restaurations: Edmond Costa 1973, reconstructive Pascal Quoirin 1999 | Notice no PM82000121 I.D.                             | Notice no PM82000260 |              |
| Montauban, cathédrale, chœur                                 | Vincent Cavaillé-Coll (Nîmes) 1875 |                                                                      |                                                       | Notice no PM82000166 |              |
| Montech, N.D.de la Visitation                                | Anonyme 1830; installé à Montech 1842 & modifié 1870 Jules Magen, restauré Maurice Puget 1950                                                  | Restauré Decavèle 2001                                               | buffet 2001                                           | Notice no PM82000326 |              |
| Nant, Abbatiale Saint-Pierre                                 | Nicolas-Antoine Lété 1835-1836 Reconstruit Thiébaut Maucourt 1862                                                                              | Restauré Michel Giroud 1985                                          |                                                       | Notice no PM12000821 |              |
| Rabastens, N.D.du-Bourg                                      | A. Cavaillé-Coll 1866, restauré Edmond Costa 1967                                                                                              | Restauré Gérard Bancells 2010                                        |                                                       | Notice no PM81000301 |              |
| Rodez, cathédrale Notre-Dame de l'Assomption                 | Antoine Vernholles 1628, restauré J.de Joyeuse 1676, reconstruit Charles Anneessens 1902                                                       | Reconstruit Jean-Georges & Yves Kœnig, état Joyeuse 1986             | Notice no PM12000676I.D., liste 1875, Raymond Gusmond | Notice no PM12000476 |              |
| Rodez, Saint-Amans                                           | Eugène Puget 1883-84 | Restauré Georges Danion 1980, Jean RENAUD 2000                       | Vanginot                                              | Notice no PM12000461 |              |
| Sorèze, N.D.de-la-Paix                                       | Pierre de Montbrun 1735, pour l'abbaye bénédictine; transféré & reconstruit Thiébaut Maucourt 1866                                             | Restauré Alain Sals & Charles HENRY 1999                             | Notice no PM81000542 François Austruy & Louis Besse   | Notice no PM81000543 |              |
| Souillac, abbatiale Ste Marie                                | Edouard & Eugène Stoltz 1855, modifié Maurice Puget 1937                                                                                       | Restaurations: Pesce 1974, Daniel Birouste 1988                      |                                                       | Notice no PM46000291 |              |
| Vabres-l'Abbaye, ex-cathédrale Saint-Sauveur et Saint-Pierre | Jean-Baptiste Micot 1761, restauré Jean-Georges & Yves Kœnig (Sarre-Union)1978                                                                 | Restauré Yves Kœnig 2004                                             | Notice no PM12000616                                  | Notice no PM12000878 |              |
| Verdun-sur-Garonne, Assomption & Saint-Michel                | Jean-François L'Epine1767 dans buffet17e agrandi; Frédéric Junck Récit expressif + jeux G.O. 1849                                              | Restauré état Lépine Alain Leclère 1985, réparé Patrice Bellet 2000  | Notice no PM82000247 Positif postiche                 | Notice no PM82000246 |              |
| Villefranche-de-Rouergue, collégiale N.D.                    | Reconstruction Théodore Puget 1845 à partir de matériel ancien                                                                                 | Reconstruction Pascal Quoirin 1998                                   |                                                       | Notice no PM12000634 |              |

### Ariège-Gers-Hautes-Pyrénées
| Localisation                               | Construction | Reprises                                                            | Buffet                                            | Instrument           | Illustration |
| ------------------------------------------ | --- | ------------------------------------------------------------------- | ------------------------------------------------- | -------------------- | ------------ |
| Arreau, Saint-Exupère                      | Jean-Baptiste Micot fils 1801 | Restitué Jean Daldosso 2011                                         | cabinet-armoire                                   | Notice no PM65000042 |              |
| Auch, cathédrale Sainte-Marie, tribune     | Jean de Joyeuse 1694, "restauré" par Victor Gonzalez 1954-58 | Reconstruction selon Joyeuse Jean-François Muno 1998                | Notice no PM32000010 I., liste 1862, Payerle 1688 | Notice no PM32000029 |              |
| Auch, cathédrale Sainte-Marie, chœur       | Aristide Cavaillé-Coll 1859 intact | Restauration Jean Daldosso 2012                                     |                                                   | Notice no PM32000061 |              |
| Castelnau-Magnoac, N.D.de l'Assomption     | Dom Bédos vers 1760 abbaye St Sever-de-Rustan, transfert à Tarbes 1815 Adam | Transfert à Castelnau 1894 Commaille avec modifications             | Notice no PM65000181                              | Notice no PM65000180 |              |
| Condom, ancienne cathédrale St Pierre      | Initiée Auguste Phébade1837,achevée Wenner&Götty 1853, modifié Magen 1891 & Paul-Marie KOENIG 1950                                                                                                 | Restauration Robert Chauvin 1979                                    | Notice no PM32000140                              | Notice no PM32000138 |              |
| Fleurance, St Laurent                      | Jules Magen 1865, modifié Robert Chauvin 1960 | Restauré état originel Pierre Vialle 1999                           | buffet de Delsine aîné d'Agen                     | Notice no PM32000161 |              |
| Foix, abbatiale St Volusien                | François-Sylvain & Joseph-Arnaud Fermis 1869 intact | Rest.2007Lucien SIMON & Jean-Pascal Villard                         | Notice no PM09000984                              | Notice no PM09000983 |              |
| Gimont, Notre-Dame                         | Godefroy Schmidt 1772, modifié Jean-Dominique Jeandel 1837 & Biver 1851, récit refait Jules Magen 1868.                                                                                            | Rest. Robert Chauvin 1984                                           |                                                   | Notice no PM32000177 |              |
| Le Houga, St Pierre                        | Jules Magen 1880, réparé par Maurice Puget 1933 | Restauré Michel & Gilbert Pesce 1988                                |                                                   | Notice no PM32000468 |              |
| L'Isle-Jourdain, collégiale St Martin      | Daublaine Callinet 1842 dans le chœur, modification & transfert en tribune Théodore Puget 1890 | Restauration Alain Leclère 1983                                     |                                                   | Notice no PM32000191 |              |
| Jegun, Sainte Candide                      | Eugène Puget 1879 | Restauration Jean Daldosso 2011                                     |                                                   | Notice no PM32000194 |              |
| Lavelanet, N.D.de l'Assomption             | Théodore Puget 1867 | Restauration par Pierre Vialle - 2007                               | Notice no PM09000987                              | Notice no PM09000986 |              |
| Lectoure, cathédrale Sts Gervais & Protais | Auguste Phébade 1843, modifié Jules Magen 1858 & 1893 | Restauré Pierre Vialle 1987, harmonisé Hervé Clenet                 |                                                   | Notice no PM32000221 |              |
| Lectoure, St Esprit                        | Jules Magen 1876 | Restauré Hervé Clenet 2008                                          |                                                   | Notice no PM32000226 |              |
| Lombez, cathédrale Sainte-Marie            | Orgue Pierre de Montbrun (1743), agrandi par Guillaume Monturus (1782), modifié par Jules Magen (1879)                                                                                             | Restauration par Pierre Vialle (1991) selon Monturus                | Notice no PM32000261                              | Notice no PM32000259 |              |
| Lourdes, Basilique Supérieure              | Aristide Cavaillé-Coll 1872 | Restauration Xavier Silbermann 1983                                 |                                                   | Notice no PM65000317 |              |
| Lourdes, Musée du Château Fort             | Orgue-Régale 4e quart XVIIIe siècle |                                                                     |                                                   | Notice no PM65000323 |              |
| Mirepoix, cathédrale Saint-Maurice         | Wilhelm-Eugen Link 1891 intact | Remis en service 2003, travaux et entretien par Gérard Bancells     | Notice no PM09000989 Inscrit                      | Notice no PM09000424 |              |
| Monfort, Saint-Clément                     | Restauration d'un o.18eJean-Baptiste Baissac-Labruyère 1785; réfection conservatrice O+B Nicolas HENRY 1840 à Libourne; modifié & transféré Wenner & Götty à Bordeaux,St Eloi, puis à Monfort 1857 | Restaurations: Roger SIMON & Milan MILIC 1973, puis Alain Faye 1999 |                                                   | Notice no PM32000425 |              |
| Montaut, Notre-Dame                        | Orgue à cylindres anonyme entre 1830 & 1840 | Restauré Patrice Bellet 2000                                        |                                                   | Notice no PM09000438 |              |
| Pamiers, N.D. du Camp                      | Émile Poirier & Nicolas Lieberknecht 1860 | Rest. Nicolas Toussaint & Jean-Pascal Villard 2004                  | Notice no PM09000993 Inscrit                      | Notice no PM09000537 |              |
| Pamiers, cathédrale Saint-Antonin          | O. la Daurade de Toulouse transféré par Grégoire Rabiny 1777, reconstruit Charles Anneessens 1898                                                                                                  | Reconstruit 1992 Robert Chauvin & Claude Armand                     | Notice no PM09000532                              |                      |              |
| Saint-Girons, Église Saint-Genès           | Aristide Cavaillé-Coll 1860 | en état de marche                                                   |                                                   | Notice no PM09000580 |              |
| Saint-Lizier, cathédrale N.D.de la Sède    | XVIIe siècle pour le palais épiscopal de St-Lizier, transféré après le Concordat; restauré Alain Sals 1980                                                                                         | Soufflerie cunéiforme A.Sals & Charles HENRY 2003                   | Notice no PM09000645                              | Notice no PM09000907 |              |
| Saint-Savin-en-Lavedan, abbatiale          | Anonyme 1557 | Restauré Alain Sals & Charles HENRY 1998                            | Notice no PM65000444                              | Notice no PM65000463 |              |
| Samatan, Saint-Jean-Baptiste               | Daublaine Callinet 1843, démonté puis remonté mais amputé de 6 jeux pour l'église reconstruite Jean-Baptiste Puget 1891                                                                            | Restauration projetée 2012                                          |                                                   | Notice no PM32000551 |              |
| Tarbes, cathédrale N.D.de-la-Sède          | Débuté Gérard Brunel1679, fini Robert Delaunay1683, restauré Grégoire Rabiny1790 & Jean-Baptiste Puget1868, refait Auguste Commaille1884                                                           | Restauré Bartolomeo Formentelli                                     | Notice no PM65000505                              | Notice no PM65000506 |              |
| Vicdessos, N.D.                            | 17es. réemploi tuyaux plus anciens (1574), agrandi Maurice Puget 1929 | Restauré Pierre Vialle 1991                                         | buffet Louis XIII                                 | Notice no PM09000841 | PHOTO        |

### Haute-Garonne
| Localisation                                    | Construction | Reprises                                                                                                   | Buffet                                  | Instrument           | Illustration |
| ----------------------------------------------- | --- | --- | --------------------------------------- | -------------------- | ------------ |
| Auterive, Saint-Paul                            | Guillaume Monturus 1770 & 1783, reconstruit Daublaine & Callinet 1843                                                                                     | Reconstitution Claude Armand 1978&1996 style classique                                                     | Notice no PM31000022                    | Notice no PM31000021 |              |
| Bagnères-de-Luchon, Notre-Dame-de-l'Assomption  | Aristide Cavaillé-Coll 1862 dans buffet 1780 ca., réparé et peu modifié famille Puget 1912,1935,1942, restauré Danion-Gonzalez 1962                       | Restauré état A.C.C. Robert Chauvin 1992, relevé Manufacture Languedocienne Grandes Orgue 2018             | Notice no PM31002745                    | Notice no PM31002744 |              |
| Boulogne-sur-Gesse, Sainte-Marie                | Frédéric Junck pour Bertrand Feuga 1852, peu modifié Maurice Puget 1950                                                                                   | Restauration étudiée                                                                                       | Notice no PM31001108                    | Notice no PM31001109 |              |
| Carbonne, St Laurent                            | Daublaine Callinet 1843, installé par Pierre-Alexandre Ducroquet                                                                                          | Restauration Patrice Bellet 1993                                                                           |                                         | Notice no PM31000093 |              |
| Castelnau-d'Estrétefonds, St Martin             | Aristide Cavaillé-Coll aux Carmes de Bagnères-de-Bigorre 1850, déplacé Magen frères 1883                                                                  | Restauré Jean-Baptiste Boisseau & Jean-Marie Gaborit 2005                                                  |                                         | Notice no PM31001110 |              |
| Cazères, N.D.de l'Assomption                    | Robert Delaunay 1672 dont reste le buffet, réfection totale Baptiste Puget 1874, avec réemploi tuyauterie                                                 | Restauration 2008                                                                                          | Notice no PM31000130                    |                      |              |
| Cintegabelle, N.D. de la Nativité               | Christophe Moucherel 1741 abbaye de Boulbonne, parfait Jean-François L'Épine 1754, transféré à N.D.Campardon 1819, modifié Ducroquet 1845                 | Restaurations: Jean-Baptiste Puget 1895, Maurice Puget 1928-53, J.-L. Boisseau & B. Cattiaux 1989          | Notice no PM31000149                    | Notice no PM31000150 |              |
| Gaillac-Toulza, St Étienne                      | Frédéric Junck 1848 intact | Muet 2012                                                                                                  |                                         | Notice no PM31000237 |              |
| Grenade, Notre-Dame de l'Assomption             | Aristide Cavaillé-Coll 1857, ajout Positif dorsal Jules Magen 1867                                                                                        | Restaurat. Manufacture Languedocienne de Grandes Orgues débutée 01/2012                                    |                                         | Notice no PM31000281 |              |
| L'Isle-en-Dodon, Saint-Adrien                   | Magen frères 1880 intact | Restauré Claude Berger & Cyrille Jourdain 2012                                                             |                                         | Notice no PM31000288 |              |
| Muret, Saint-Jacques                            | Anonyme 1681, modifié par Théodore Puget 1845, puis augmenté Poirier & Lieberknecht 1866                                                                  | Restauration Jean Daldosso 1991                                                                            |                                         | Notice no PM31000450 |              |
| Pibrac, Ste Marie-Madeleine                     | Commencé Bertrand Feuga 1863, achevé Théodore Puget 1864                                                                                                  | Restauré Alain Leclère 1980, relevé Bernard Raupp 2002                                                     | 1861 Louis Lacassin de Pibrac           | Notice no PM31000478 |              |
| Revel, Temple                                   | François & Louis Chavan (de Lutry mais installés à Lyon) 1844                                                                                             | |                                         | Notice no PM31000517 |              |
| Rieumes, Saint-Gilles                           | Aristide Cavaillé-Coll 1854 intact | Restauration Gérard Bancells 2010                                                                          |                                         | Notice no PM31000519 |              |
| Rieux-Volvestre, cathédrale Ste Marie           | Robert Delaunay 1663, augmenté Pierre de Montbrun 1747, restau. conservatrice 1869 Jean-Baptiste Puget                                                    | Restauration S.A.R.L. SIMON mixte Delaunay-Puget 2004                                                      | Notice no PM31000547                    | Notice no PM31000550 |              |
| Saint-Bertrand-de-Comminges, ex-cathédrale N.D. | Reconstruit Magen Frères dans buffet Renaissance de Nicolas Bachelier 1551, restau. partielle Robert Chauvin 1970                                         | Reconstruit J-Pierre Swiderski (anches Georges Lhôte) 1981                                                 | Notice no PM31001044 I.D., liste 1840   |                      |              |
| Saint-Félix-Lauragais, collégiale               | Grégoire Rabiny 1781, restauré Thiébaut Maucourt 1868 (ajout Récit), puis Maurice Puget 1952                                                              | Restauration dans l'état originel Pierre Vialle 1996                                                       | Notice no PM31000635                    | Notice no PM31000637 |              |
| Saint-Gaudens, collégiale St Pierre             | Dominique Cavaillé-Coll 1831, restauré Thiébaut Maucourt 1875                                                                                             | Restauré Robert Chauvin 1980                                                                               | Notice no PM31000651                    | Notice no PM31000648 |              |
| Seysses, Saint-Blaise                           | Reconstruction Théodore Puget 1867 dans buffet St Nicolas de Toulouse                                                                                     | Restauré Jean Daldosso 2001                                                                                | Notice no PM31001122                    | Notice no PM31001483 |              |
| Toulouse, église du Gésu                        | Aristide Cavaillé-Coll 1864 | Relevé 1969 Robert Chauvin, entretenu Patrice Bellet                                                       |                                         | Notice no PM31000993 |              |
| Toulouse, N.D.de la Dalbade                     | P.A.Moitessier 1849, reconstruction conservatrice Eugène Puget 1888                                                                                       | Restauré: Maurice Puget 1927, 2009 Gérard Bancells & Denis Lacorre                                         |                                         | Notice no PM31000994 |              |
| Toulouse, N.D.de la Daurade                     | Poirier-Lieberknecht 1863, restau.Eugène Puget1889,modifié Jean-Baptiste 1897 Maurice Puget 1947                                                          | Restauré état 1863 Jean-Loup Boisseau & B. Cattiaux 1992                                                   |                                         | Notice no PM31000995 |              |
| Toulouse, N.D.du Taur                           | Eugène Puget 1880 | Intact | Notice no PM31002813 Inscrit Henri Bach | Notice no PM31000996 |              |
| Toulouse, Saint-Caprais                         | 1854 Poirier Emile-Lieberknecht Nicolas pour manufacture Feuga, 1934 modifié Maurice Puget                                                                | Restauration Alain Sals 1997                                                                               |                                         | Notice no PM31001004 |              |
| Toulouse, cathédrale Saint-Étienne, tribune     | Antoine Lefèbvre 1612; augmenté J.de Joyeuse 1677, Pierre de Montbrun 1738, J.F.L'Epine 1761, J.B. Micot fils 1772, Grégoire Rabiny1787                   | Reconstruction conservatrice Aristide Cavaillé-Coll 1852, totale Alfred Kern 1977 & Jean Férignac (buffet) | Notice no PM31000758                    |                      |              |
| Toulouse, cathédrale St Étienne, chœur          | Aristide Cavaillé-Coll 1868 | Restauration Hubert Brayé 2008                                                                             | Notice no PM31001449                    | Notice no PM31001448 |              |
| Toulouse, Saint-Nicolas                         | Daublaine Callinet 1845, modifié Poirier-Lieberknecht 1857                                                                                                | Restauré Jacques Nonnet 2005                                                                               | Notice no PM31001457                    | Notice no PM31000997 |              |
| Toulouse, Saint-Pierre-des-Chartreux            | Robert Delaunay 1682, agrandi Jean-Esprit Isnard & Joseph Cavaillé 1750 pour les Jacobins de Toulouse; restauré 1784 & déplacé à St Pierre 1792 J.B.Micot | Modifié Frédéric Junck 1854, Eugène Puget 1880, restitué esthétique classique Gerhard Grenzing 1983        | Notice no PM31000932                    | Notice no PM31000943 |              |
| Toulouse, basilique Saint-Sernin                | Reconstr. agrandissant ancien buffet Daublaine Callinet 1843, reconstr. A.Cavaillé-Coll 1888 (harmon.Félix Reinburg)                                      | Restauration Jean-Loup Boisseau & Bertrand Cattiaux, Patrice Bellet 1997                                   |                                         | Notice no PM31000821 |              |

## Source
- Base Palissy des Monuments historiques de France